# Lavausseau
Lavausseau is een plaats en voormalige gemeente in het Franse departement Vienne (regio Nouvelle-Aquitaine) en telt 702 inwoners (1999). De plaats maakt deel uit van de gemeente Boivre-la-Vallée in het arrondissement Poitiers.

## Geschiedenis
In 1868 werd de plaats Lavausseau afgesplitst van de gemeente Benassay om een zelfstandige gemeente te worden. Lavausseau is op 1 januari 2019 gefuseerd met de gemeenten Benassay, La Chapelle-Montreuil en Montreuil-Bonnin tot de gemeente Boivre-la-Vallée. 

## Geografie
De oppervlakte van Lavausseau bedraagt 24,7 km², de bevolkingsdichtheid is 28,4 inwoners per km².
De onderstaande kaart toont de ligging van Lavausseau met de belangrijkste infrastructuur en aangrenzende gemeenten.

## Demografie
Onderstaande figuur toont het verloop van het inwonertal (bron: INSEE-tellingen).